# Schommelvoorvork

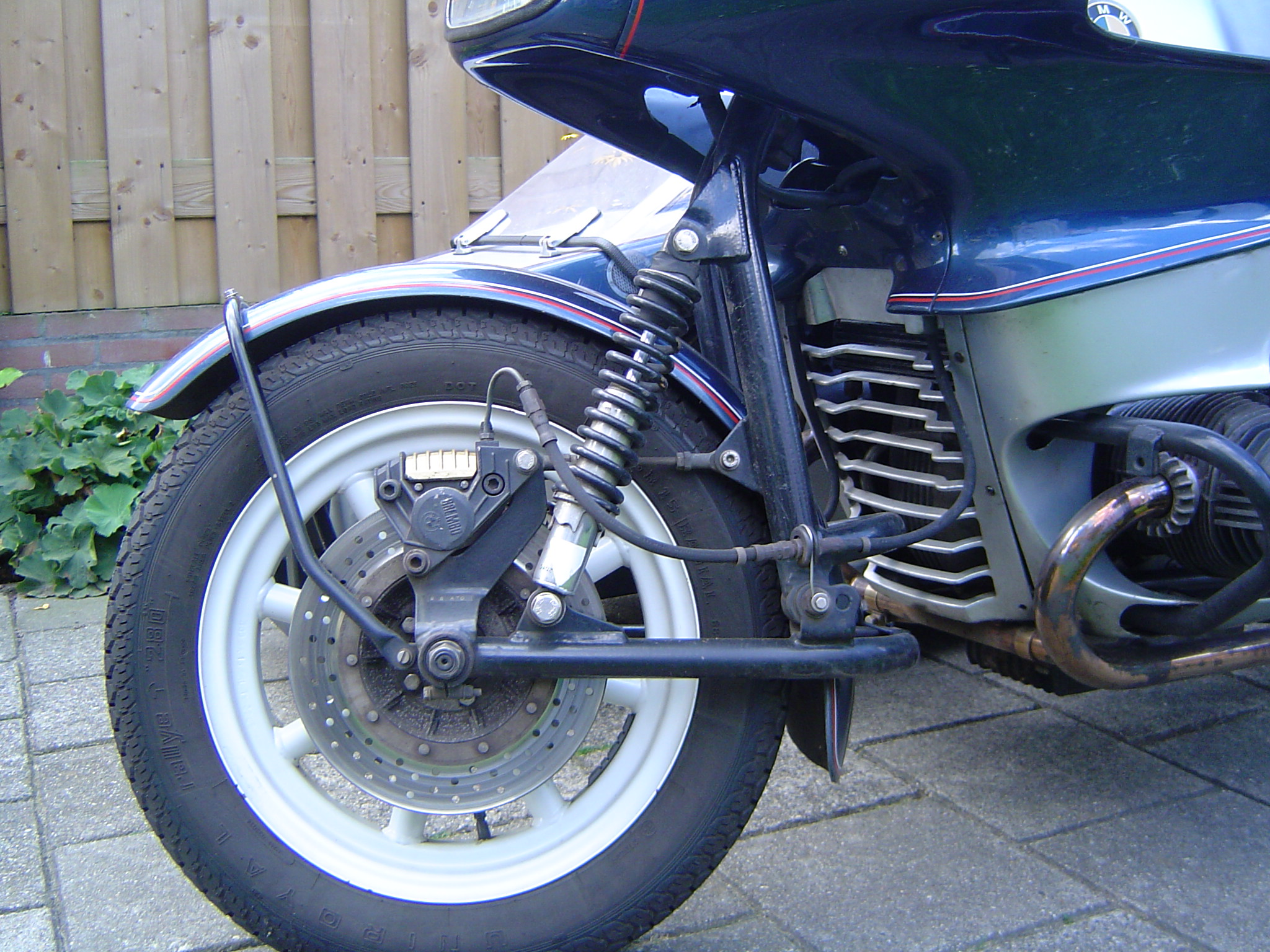
Een geduwde schommelvork van het Earles-type

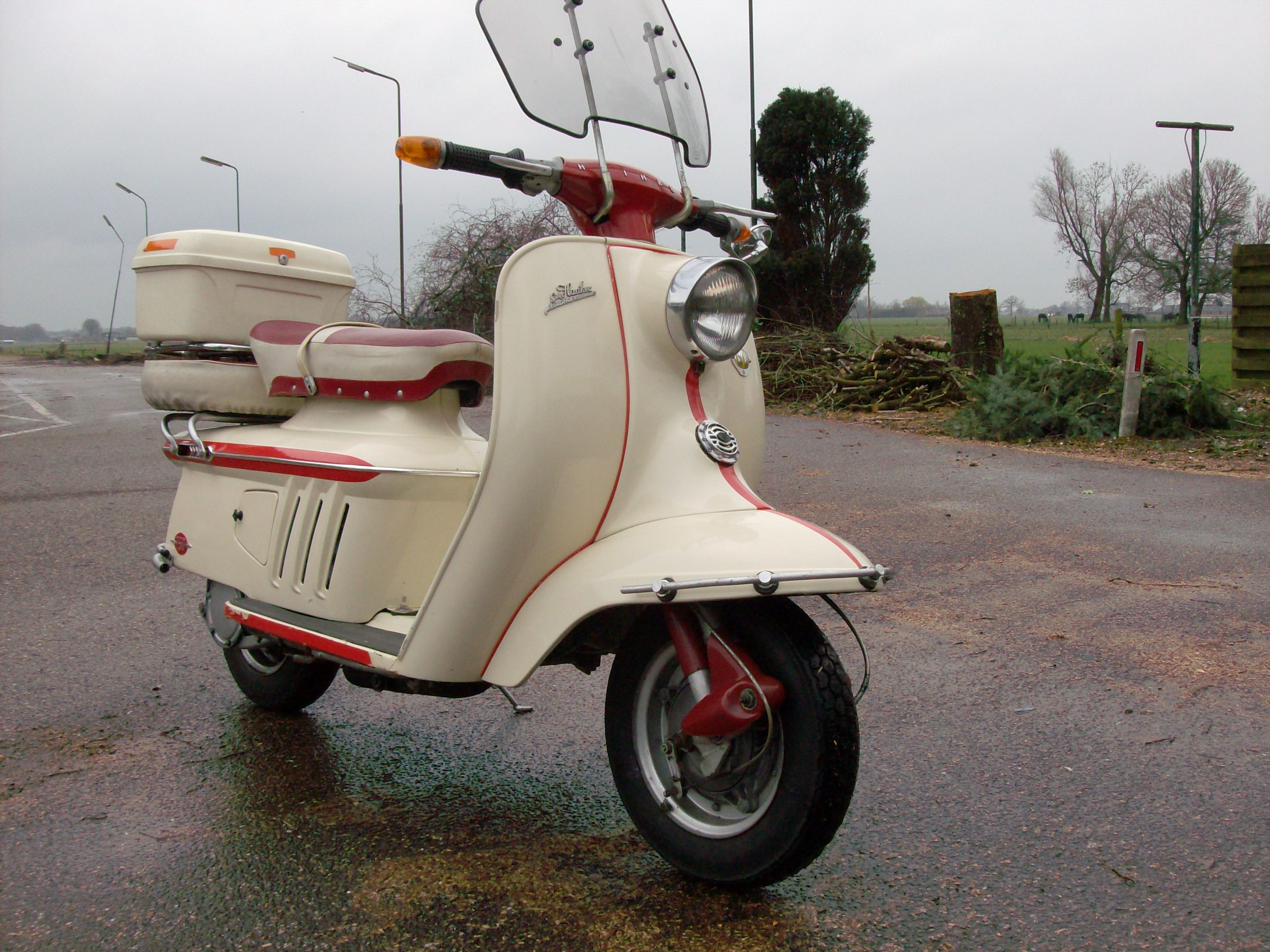
Getrokken voorvork van een Heinkel scooter

Een schommelvoorvork (of schommelvork) is een voorvork van een motorfiets waarbij het voorwiel via twee scharnierende stangen aan de vork zelf bevestigd is.
De stangen zijn afgeveerd. Er zijn verschillende typen schommelvoorvorken, waarvan de Earles voorvork waarschijnlijk de bekendste is. De Earles voorvork is een geduwde schommelvork. Bij dit type ligt de wielas vóór de draagarm. Bij een getrokken schommelvork ligt de wielas achter de draagarm.